# Slovenski komorni zbor
Zbor Slovenske filharmonije je bil kot profesionalni slovenski pevski zbor, pod imenom Slovenski komorni zbor, ustanovljen leta 1991. 

## Umetniško vodstvo
Sestavlja ga 40 profesionalnih komornih pevcev. Od ustanovitve do jeseni leta 2009 je bil njegov zborovodja in umetniški vodja dr. Mirko Cuderman, slovenski dirigent, muzikolog in teolog. Od sezone 2009/2010 do 2011/2012 sta ga vodila dirigenta Martina Batič in Steffen Schreyer. Od sezone 2012/2013 zbor umetiniško vodi v celoti Martina Batič. 

## Poslanstvo
Zbor slovenske filharmonije je del Slovenske filharmonije in ima v vsaki sezoni povprečno 35 koncertov z ravno toliko različnimi programi. Njegova osrednja naloga je predvsem izvajanje a cappella skladb različnih glasbenih obdobij, največ v Vokalnem abonmaju. Z orkestrom Slovenske filharmonije sodeluje pri izvedbah vokalno-instrumentalnih skladb, ravno tako pa tudi z drugimi domačimi in tujimi orkestri, kot so Simfonični orkester RTV Slovenija, Nizozemski filharmonični orkester, Praška filharmonija, Zagrebška filharmonija, itd.